# Platyla
Platyla är ett släkte av snäckor som beskrevs av Alfred Moquin-Tandon 1856. Platyla ingår i familjen nålsnäckor.
Släktet innehåller bara arten Platyla polita.